# Šarovy
Šarovy är en ort i Tjeckien.   Den ligger i regionen Zlín, i den östra delen av landet, 250 km öster om huvudstaden Prag. Šarovy ligger 228 meter över havet och antalet invånare är 225.
Terrängen runt Šarovy är platt åt sydväst, men åt nordost är den kuperad. Runt Šarovy är det ganska tätbefolkat, med 166 invånare per kvadratkilometer. Närmaste större samhälle är Zlín, 9,8 km nordost om Šarovy. Trakten runt Šarovy består till största delen av jordbruksmark.